# Neuseeländische Frauen-Cricket-Nationalmannschaft in England in der Saison 2021
Die Tour der neuseeländischen Frauen-Cricket-Nationalmannschaft nach England in der Saison 2021 fand vom 1. bis zum 26. September 2021 statt. Die internationale Cricket-Tour war Bestandteil der Internationalen Cricket-Saison 2021 und umfasste fünf WODIs und drei WTwenty20s. England gewann die WODI-Serie 4–1 und die WTwenty20-Serie 2–1.

## Vorgeschichte
England spielte zuvor eine Tour gegen Indien, für Neuseeland war es die erste Tour der Saison. Das letzte Aufeinandertreffen der beiden Mannschaften bei einer Tour fand in der Saison 2020/21 in Neuseeland statt.

## Stadien
Die folgenden Stadien wurden für die Austragung der Tour ausgewählt.
| Stadion               | Stadt              | Kapazität | Spiele  |
| --------------------- | ------------------ | --------- | ------- |
| Bristol County Ground | Bristol            | 17.500    | 1. WODI |
| County Ground         | Chelmsford         | 6.500     | 1. WT20 |
| County Cricket Ground | Derby (Derbyshire) | 9.500     | 4. WODI |
| County Cricket Ground | Hove               | 7.000     | 2. WT20 |
| Grace Road            | Leicester          | 6.000     | 3. WODI |
| County Ground         | Taunton            | 8.500     | 3. WT20 |
| New Road              | Worcester          | 5.500     | 2. WODI |

## Kaderlisten
Neuseeland benannte seine Kader am 3. August 2021.
England benannte seinen WTwenty20-Kader am 24. August und seinen WODI-Kader am 11. September 2021.
| WODI | WODI | WTwenty20 | WTwenty20 |
| England | Neuseeland | England | Neuseeland |
| --- | --- | --- | --- |
| - Heather Knight (K) - Natalie Sciver (VK) - Tammy Beaumont - Maia Bouchier - Katherine Brunt - Kate Cross - Freya Davies - Charlie Dean - Sophia Dunkley - Sophie Ecclestone - Tash Farrant - Sarah Glenn - Amy Jones (wk) - Anya Shrubsole - Lauren Winfield-Hill - Danni Wyatt | - Sophie Devine (K) - Amy Satterthwaite (VK) - Suzie Bates - Lauren Down - Claudia Green - Maddy Green - Brooke Halliday - Hayley Jensen - Leigh Kasperek - Jess Kerr - Katey Martin (wk) - Rosemary Mair - Jess McFadyen (wk) - Thamsyn Newton - Molly Penfold - Hannah Rowe - Lea Tahuhu | - Heather Knight (K) - Natalie Sciver (VK) - Tammy Beaumont - Maia Bouchier - Katherine Brunt - Freya Davies - Charlie Dean - Sophia Dunkley - Sophie Ecclestone - Tash Farrant - Sarah Glenn - Amy Jones (wk) - Emma Lamb - Anya Shrubsole - Mady Villiers - Danni Wyatt | - Sophie Devine (K) - Amy Satterthwaite (VK) - Suzie Bates - Lauren Down - Claudia Green - Maddy Green - Brooke Halliday - Hayley Jensen - Leigh Kasperek - Jess Kerr - Katey Martin (wk) - Rosemary Mair - Jess McFadyen (wk) - Thamsyn Newton - Molly Penfold - Hannah Rowe - Lea Tahuhu |

## Tour Match
| 23. August Scorecard | Derby | Neuseeland 223 (49.5)           | – | England A 226-6 (47.4) |
|                      |       | England A gewinnt mit 4 Wickets |   |                        |

## Women’s Twenty20 Internationals

### Erstes WTwenty20 in Chelmsford
| 1. September Scorecard | Chelmsford | England 184-4 (20)          | – | Neuseeland 138 (18.5) |
|                        |            | England gewinnt mit 46 Runs |   |                       |

Neuseeland gewann den Münzwurf und entschied sich als Feldmannschaft zu beginnen. Also Spielerin des Spiels wurde Tammy Beaumont ausgezeichnet.

### Zweites WTwenty20 in Hove
| 4. September Scorecard | Hove | England 127-7 (20)               | – | Neuseeland 128-6 (18.2) |
|                        |      | Neuseeland gewinnt mit 4 Wickets |   |                         |

Neuseeland gewann den Münzwurf und entschied sich als Feldmannschaft zu beginnen. Also Spielerin des Spiels wurde Sophie Devine ausgezeichnet.

### Drittes WTwenty20 in Taunton
| 9. September Scorecard | Taunton | Neuseeland 144-4 (20)         | – | England 145-6 (19.5) |
|                        |         | England gewinnt mit 4 Wickets |   |                      |

England gewann den Münzwurf und entschied sich als Feldmannschaft zu beginnen. Also Spielerin des Spiels wurde Heather Knight ausgezeichnet.

## Women’s One-Day Internationals

### Erstes WODI in Bristol
| 16. September Scorecard | Bristol | England 241 (49.3)          | – | Neuseeland 211 (46.3) |
|                         |         | England gewinnt mit 30 Runs |   |                       |

Neuseeland gewann den Münzwurf und entschied sich als Feldmannschaft zu beginnen. Also Spielerin des Spiels wurde Heather Knight ausgezeichnet.

### Zweites WODI in Worcester
| 19. September Scorecard | Worcester | England 197 (43.3)                       | – | Neuseeland 169 (39/42) |
|                         |           | England gewinnt mit 13 Runs (D/L method) |   |                        |

Neuseeland gewann den Münzwurf und entschied sich als Feldmannschaft zu beginnen. Also Spielerin des Spiels wurde Danni Wyatt ausgezeichnet.

### Drittes WODI in Leicester
| 21. September Scorecard | Leicester | England 178 (48.3)               | – | Neuseeland 181-7 (45.5) |
|                         |           | Neuseeland gewinnt mit 3 Wickets |   |                         |

Neuseeland gewann den Münzwurf und entschied sich als Feldmannschaft zu beginnen. Also Spielerin des Spiels wurde Maddy Green ausgezeichnet.

### Viertes WODI in Derby
| 23. September Scorecard | Derby | Neuseeland 244-8 (50)         | – | England 245-7 (49.3) |
|                         |       | England gewinnt mit 3 Wickets |   |                      |

England gewann den Münzwurf und entschied sich als Feldmannschaft zu beginnen. Also Spielerin des Spiels wurde Heather Knight ausgezeichnet.

### Fünftes WODI in Derby
| 26. September Scorecard | Canterbury | England 347-5 (50)           | – | Neuseeland 144 (35.2) |
|                         |            | England gewinnt mit 203 Runs |   |                       |

Neuseeland gewann den Münzwurf und entschied sich als Feldmannschaft zu beginnen. Also Spielerin des Spiels wurde Tammy Beaumont ausgezeichnet.

## Auszeichnungen

### Player of the Series
Als Player of the Series wurden der folgende Spieler ausgezeichnet.
| Serie | Player of the Series |
| ----- | -------------------- |
| WODI  | Heather Knight       |
| WT20  | Sophie Devine        |

### Player of the Match
Als Player of the Match wurden die folgenden Spielerinnen ausgezeichnet.
| Spiel   | Player of the Match |
| ------- | ------------------- |
| 1. WODI | Tammy Beaumont      |
| 2. WODI | Sophie Devine       |
| 3. WODI | Heather Knight      |
| 4. WODI | Heather Knight      |
| 5. WODI | Danni Wyatt         |
| 1. WT20 | Maddy Green         |
| 2. WT20 | Heather Knight      |
| 3. WT20 | Tammy Beaumont      |